# Hepatica transsilvanica
Hepatica transsilvanica, anomenada hepàtica blava gran, i en romanès Crucea voinicului (creu dels poderosos), és una espècie de planta amb flors del gènere Hepatica, originària de les muntanyes dels Carpats de Romania. Ha guanyat el premi al mèrit del jardí de la Royal Horticultural Society.